# Spilosoma rhodochroa
Spilosoma rhodochroa är en fjärilsart som beskrevs av George Francis Hampson. Spilosoma rhodochroa ingår i släktet Spilosoma och familjen björnspinnare. Inga underarter finns listade i Catalogue of Life.